# American Numismatic Society

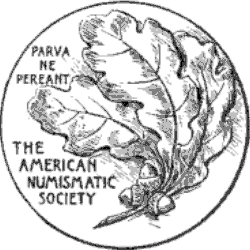
American Numismatic Society logo

La American Numismatic Society (o ANS) è un organismo, con sede a New York, che si occupa di numismatica, ovvero dello studio di monete e medaglie.
La ANS non deve essere confusa con la più grande American Numismatic Association, con sede a Colorado Springs.

## Introduzione
La American Numismatic Society opera come un museo di ricerca. La sua collezione, di circa 800.000 tra pezzi monetali e oggetti collegati, «è di statura internazionale, uguagliata solo dalle più grandi collezioni statali d'Europa»,
particolarmente fornita nel campo della monetazione greca e, in particolare, della monetazione ellenistica.
L'associazione, con cadenza annuale, pubblica la rivista American Journal of Numismatics e, con periodicità semestrale, il Numismatic Literature, oltre a libri su monete e medaglie. La associazione pubblica anche il The American Numismatic Magazine.
L'allestimento Drachmas Doubloons and Dollars: The History of Money, della ANS, è in mostra alla Federal Reserve Bank di New York. Tra le monete mostrate al pubblico vi è un doblone Brasher, un dollaro argenteo del 1804, un mezzo dollaro confederato e, in prestito, la moneta di maggior valore al mondo, il Double Eagle del 1933.
L'associazione assegna il premio J. Sanford Saltus Award for Outstanding Achievement in the Art of the Medal (in breve, "Saltus Award"). Nel 2005, ha ricevuto il premio lo scultore e medaglista olandese Theo van de Vathorst.
Assegna anche la Archer M. Huntington Medal, assegnata a numismatici, come premio alla carriera.
La ANS è un membro costituente dell'American Council of Learned Societies.

## Storia
La ANS fu fondata nel 1858. Nel 1865 divenne American Numismatic and Archaeological Society o ANAS. Nel 1907 fu ripristinata la denominazione originale.
“I membri fondatori furono Edward Groh, James Oliver, Dr. Isaac H. Gibbs, Henry Whitmore, James D. Fosketti, Alfred Boughton, Ezra Hill, Augustus B. Sage, Asher D. Atkinson, M.D., John Cooper Vail, W. H. Morgan, Thomas Dunn English, M.D., LL.D., and Theophilus W. Lawrence. The corporators were Frank H. Norton, Isaac J. Greenwood, John Hannah, James Oliver, F. Augustus Wood, Frank Leathe, Edward Groh, Daniel Parish, Jr., and William Wood Seymour.” Nel 1884 Benson Lossing, nel secondo volume della sua History of New York City scrisse che “gli iniziali fini della associazione erano coltivare la scienza della numismatica, promuovere gli studi dell'archeologia americana, e curare la collezione di monete, medaglie e campioni di antiche vestigia.” In seguito, lo scopo associativo si focalizzò principalmente su tutti gli aspetti riguardanti monete e medaglie.

## Membri degni di nota
Fra i membri dell'associazione meritevoli di menzione vi sono:
Abram Belskie, Roger Curtis Green, Philip Grierson, Kenneth W. Harl, David Hendin, Robert Hewitt, Jr., Urban T. Holmes, Jr., Edward Theodore Newell, Russell Rulau, William Herbert Sheldon, Robert Vlack, John Wilson.